# Pessa'h Sheni
Ne doit pas être confondu avec Shevi'i shel Pessa'h ou Pourim sheni.
Pessa'h Sheni (hébreu : פסח שני « seconde pâque ») est une fête juive mineure d’origine biblique.
Prescrite pour permettre la réalisation de l’offrande pascale à ceux qui en avaient été empêchés un mois plus tôt, elle perd largement de son actualité après la destruction du second Temple. Elle continue cependant à être marquée dans le calendrier et s’enrichit de nouvelles dimensions au Moyen Âge.
Elle a lieu le 14 iyar, au vingt-neuvième jour de l’omer (généralement en mai dans le calendrier grégorien), en Israël comme en diaspora. Elle ne donne lieu pour certains qu’à des modifications mineures dans la liturgie mais d’autres rendent hommage en ce jour à Rabbi Meïr baal Haness, effectuant pour certains un pèlerinage sur son  mausolée supposé, à Tibériade.

## Pessa'h sheni dans les sources juives

### Dans la Bible hébraïque
La seconde pâque est prescrite pour la première fois dans le Livre des Nombres lorsqu’un groupe d’Israélites, rendus rituellement impurs par le contact avec les morts, ne peut offrir la pâque lors de la seconde année qui suit l’Exode. Ils protestent auprès de Moïse qui expose leur cas à Dieu. Celui-ci ordonne alors pour ceux-là ou ceux qui se trouveraient trop éloignés, une seconde pâque, à réaliser au quatorzième jour du second mois selon les rites de la pâque. Cette prescription, applicable à toutes les générations, concerne aussi l’étranger qui se serait converti mais non la personne qui se serait abstenue d’offrir la pâque sans motif légitime ; celle-là serait retranchée du sein du peuple.
Une seconde pâque a également lieu au temps du roi Ézéchias car sa pâque aurait provoqué un tel engouement populaire que les prêtres auraient été débordés.

### Dans la littérature des Sages
Les ordonnances relatives au jour de la seconde pâque et à cette offrande sont détaillées dans la Mishna et les Talmuds, en particulier dans le traité Pessa'him, troisième de l’ordre Moëd (lois relatives au chabbat et aux fêtes juives). Ces discussions sont, à cette époque déjà, largement théoriques car le Temple a été détruit en l’an 70.
La seconde pâque, souvent appelée pessa'h katan (« pâque mineure »), ne jouit pas du statut de la première : elle doit certes, comme la première pâque, être réalisée en récitant le Hallel, rôtie au feu et consommée avec des matzot et des herbes amères ; elle a aussi, comme la pâque, priorité sur le chabbat. Elle ne peut cependant, selon la majorité des opinions, pas être réalisée en état d’impureté et on ne chante pas le Hallel en la mangeant. De plus, aucune des prescriptions propres à la fête des matzot ne la concerne ; ce n’est donc pas une convocation sainte, on n’apporte pas de korban haguiga (offrande festive) et il n’est pas interdit de posséder du hametz chez soi.
Elle est toutefois considérée comme assez importante pour que des messagers soient dépêchés, au temps du Temple, vers les communautés éloignées de la terre d’Israël afin de les informer du jour où elle doit être réalisée. Le midrash tient également à en faire la fête d’iyar au même titre que Pessa'h est la fête de nissan et Chavouot, la fête de sivan et l’on ne peut y réaliser d’éloge funèbre.
La seconde pâque incombe, contrairement à la première, à une minorité d’individus et non à tout un peuple (les Sages désapprouvent l’initiative d’Ézéchias). Par conséquent, bien qu’elle ait été prescrite pour les individus rendus impurs par le contact des morts lors de la première pâque, si la majorité du peuple devait se trouver dans cet état, la première pâque serait réalisée et la seconde pâque ne concernerait plus que ceux qui sont affligés d’une autre impureté (gonorrhée, menstrues etc.). De plus, si des femmes devaient se trouver dans ce cas, elles seraient dispensées de la seconde pâque, bien qu’elles soient tenues à la première.
Les autres personnes devant offrir une seconde pâque sont :
- celles qui se trouvent à ce moment à plus de quinze mil (environ 17 kilomètres) de Jérusalem[13],
- celles qui n’ont pas pu consommer une mesure minimale de la chair pascale, d’un volume équivalent à celui d’une olive[14],
- celles dont la pâque ne peut être acceptée parce qu’il ne s’agit pas de la bête qu’elles avaient eu l’intention d’offrir en pâque ou parce qu’on a trouvé un défaut à la bête (ou à l’une des bêtes, si plusieurs ont été abattues et dépecées avant que le défaut n’ait été détecté)[15],
- celles qui n’ont pas offert leur pâque avec l’intention convenable (c’est-à-dire avec l’intention de l’offrir en pâque)[16],
- celles qui n’ont été formellement converties au judaïsme ou n’ont atteint l’âge de la responsabilité religieuse qu’après la première pâque[17].

### Dans la littérature médiévale et ultérieure

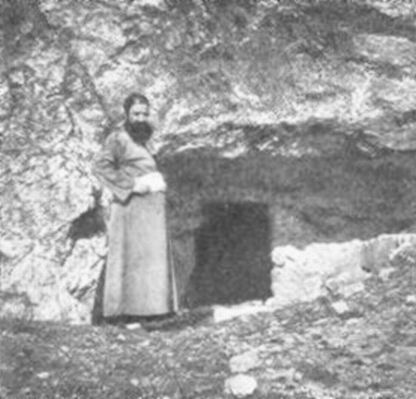
L’entrée de la tombe de Hillel, sur le mont Meron

Ces lois antiques et désuètes en l’absence d’un Temple érigé sont codifiées par Moïse Maïmonide, tandis que les observances actuelles de Pessa'h sheni apparaissent au cours du Moyen Âge et de l’époque moderne.
Haï Gaon institue de ne pas réciter le tahanoun (office de supplications) en ce jour car, bien que la pâque ne soit plus réalisée et que l’on ne puisse plus chanter le Hallel, Pessa'h sheni doit être observé selon le rite de Pessa'h au cours duquel on ne récite pas le tahanoun. Cette ordonnance, en vertu de laquelle la tristesse ne sied pas à Pessa'h sheni, établit un précédent juridique et lorsque la coutume des jeûnes de lundi, jeudi et lundi est instituée, une intense controverse a lieu pour savoir s’il a lieu ou non de l’observer lorsqu’un jeûne survient à Pessa'h sheni.
D’autre part, des cérémonies apparaissent en ce jour auprès des tombes des éminents docteurs de la Loi reposant en Galilée. Un étudiant anonyme de Nahmanide arrivé au mont Meron rapporte la fébrilité croissante qui culmine à Pessa'h sheni par des célébrations joyeuses sur les tombes de Hillel et Shammaï. Deux siècles plus tard, le kabbaliste italien Moshe Basola participe à des réjouissances similaires pendant deux jours avec plus de mille personnes, Juifs de Damas, de Safed et de Peki'in venus avec leurs familles pour prier sur les tombes des saints.
En 1876, on célèbre à Pessa'h sheni la hiloula de Rabbi Meïr baal Haness, sur le lieu de sa sépulture à Tibériade (beaucoup identifient ce rabbin miraculeux à Rabbi Meïr, un éminent docteur de la Mishna dont la date de décès est inconnue, mais d’aucuns affirment qu’il ne s’agit pas de la même personne). Cette coutume a probablement été instituée au XVIIIe siècle, lorsque le pèlerinage à Meron devient, sous l’influence des disciples d’Isaac Louria, réservé à Rabbi Shimon bar Yohaï au trente-troisième jour de l’omer ; les habitants de Tibériade ou les pèlerins en route vers le mont Meron auraient alors profité de la proximité des dates de Pessa'h sheni et Lag Ba'omer pour célébrer la hiloula de Rabbi Meïr,,.
Enfin, Pessa'h sheni est fortement investigué dans les littératures kabbalistique et hassidique. Outre de nouvelles interprétations, qui font par exemple de Pessa'h sheni un « jour de la deuxième chance » pour se rapprocher de Dieu, diverses coutumes font leur apparition, dont celle de manger des matzot en ce jour car, outre le souvenir de la seconde pâque, les matzot que les Hébreux avaient emportées avec eux lors de l’Exode hors d’Égypte, auraient duré jusqu’au 15 iyar inclus.

## Observance de Pessa'h sheni

### Omission du tahanoun
Le tahanoun n’est pas récité lors des offices du matin et de l’après-midi de Pessa'h sheni mais il l’est lors de l’office de l’après-midi de la veille. Certains étendent l’omission du tahanoun aux sept jours qui suivent la fête « car les portes de la miséricorde ne se sont pas refermées ».

### Consommation de matzot
Certains ont pour usage de manger une quantité de matza (propre à la consommation à Pessa'h) équivalant au moins au volume d’une olive (à peu près 216 grammes) ; les ashkénazes prononcent la bénédiction sur le pain (hamotzi le'hem min haaretz) tandis que la plupart des séfarades bénissent sur la pâte (borè minè mezonot). D’aucuns mangent aussi des œufs ou des herbes amères. Il ne s’agit cependant dans tous les cas que d’usages et non de prescriptions établies.

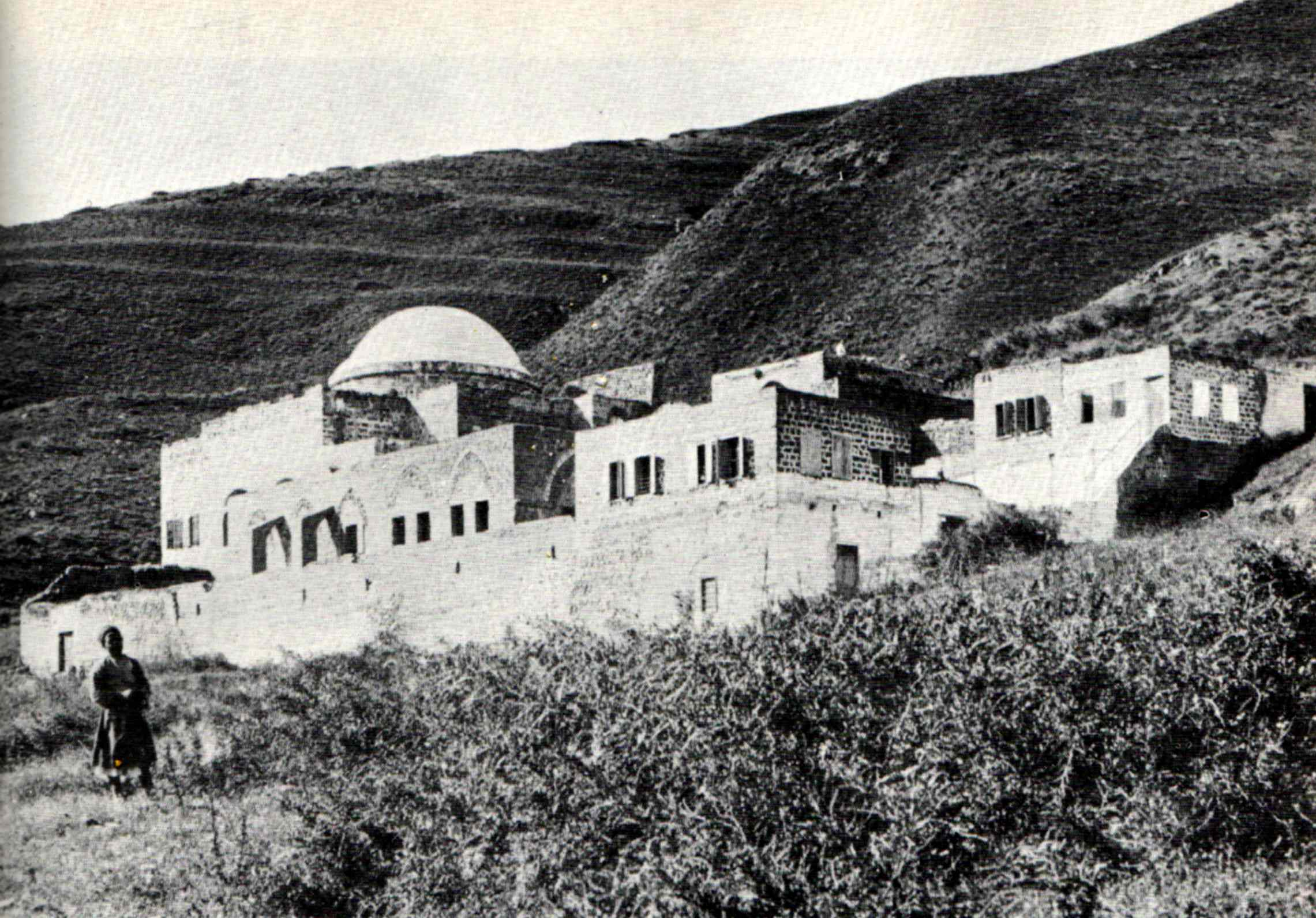
Site de la hiloula de Rabbi Meïr baal Haness, en 1894

### Hiloula de Rabbi Meïr baal Haness
Pessa'h sheni donne lieu à la célébration festive des « noces célestes » (c’est-à-dire du décès) de Rabbi Meïr baal Haness. La cérémonie la plus importante a lieu devant le lieu supposé de sa sépulture à Tibériade où la tradition veut qu’il ait été enterré debout afin de mieux accueillir le Messie lors de la résurrection des morts. Une autre cérémonie avait autrefois lieu dans la communauté de Djerba.
Ce rabbin étant traditionnellement identifié à Rabbi Meïr, l’un des livres réalisés à Djerba pour la hiloula sous le titre de Sefer Hiloula deRabbi Meïr Baal Haness est une compilation des enseignements de Rabbi Meïr à partir de la Mishna, des Talmuds et du Midrash afin que leur récitation à Pessa'h sheni augmente le mérite du Sage.
Commençant au soir du 14 iyar, la hiloula se poursuit pendant toute la journée et accueille un nombre de pèlerins assez important pour justifier des modifications de trafic. Une procession part de la synagogue Etz Hayim, située dans le vieux quartier de Tibériade, pour se rendre sur le mausolée en portant un rouleau de la Torah. Un bûcher est allumé et des textes sont lus dans une ambiance festive.

## Observance dans les traditions non-rabbiniques
Les Samaritains, adeptes d’un mosaïsme non-juif réalisant jusqu’à ce jour l’offrande pascale selon le rite biblique, observaient autrefois la seconde pâque mais ne la marquent plus, de nos jours, que par une prière spéciale.